# Lanzador (ciclismo)
Un lanzador es un ciclista de carretera o pista, caracterizado por ayudar al esprínter principal de su equipo para conseguir sus victorias iniciando el sprínt de este, actuando como gregario en los últimos kilómetros antes de darle el relevo al esprínter principal. 
A menudo, son varios lanzadores del mismo equipo los que hacen ese trabajo de aceleración del sprínt con lo que, en caso de encabezar el pelotón de embaladores, el equipo que hace ese trabajo se le suele denominar tren. El mayor ejemplo de tren es el que Saeco formaba para que Mario Cipollini reclamara sus victorias, o el que ayudaba al británico Mark Cavendish para sus victorias en el HTC-Columbia.
Dependiendo del tipo de lanzador, estos pueden ser rodadores que mantienen altas velocidades durante varios kilómetros, dentro o fuera de un pelotón, o esprínteres que dan el último relevo al esprínter principal antes de la línea de meta.
En algunos casos los lanzadores son tan superiores en esa labor que el equipo, incluyendo su líder, no embalan para cederle la victoria a su último lanzador compañero de equipo, que también suele ser un esprínter pero de nivel inferior a su líder.